# 愛，在他鄉
《愛，在他鄉》 (： Dareun Naraeseo)是一部於2012年上映的南韓喜劇片，由洪常秀編劇及執導。電影在第六十五屆法國坎城影展角逐金棕櫚獎，並作為2013年第37屆香港國際電影節的部分評選。

## 劇情概要
這個框架故事的年輕電影學生，元洙(鄭裕美飾)和她的母親，朴淑(尹汝貞飾)為了躲避他們的債務人，並停留在位於全羅北道扶安郡的海邊小鎮Mohang。 這位無聊的年輕女子開始寫劇本，劇情將使用他們留在該地點的地方，但最終會提出三種變體。
在每一個案例中，元洙的主角都是一名名叫安妮(伊莎貝·雨蓓飾)的『迷人法國訪客』:在第一部分中，她是一位著名的電影製作人，拜訪了韓國導演鍾秀(權海驍飾)和他已懷孕和嫉妒的妻子錦姬(文素利飾)；在第二部分中，她是一位法國汽車高管的妻子，她來到同一家賓館與她的情人－韓國電影製片人文洙(文成根飾)見面；在第三部分，她是一位離婚的家庭主婦，在她的丈夫離開她為年輕的韓國秘書後，與她的大學講師朋友朴淑一起來到這裡，享受一些寧靜。
每個故事中都有不忠的問題，安妮在沙灘上漫步並在（在所有三部分中）尋找迷你燈塔時都會遇到一個頭腦簡單但肌肉發達的救生員(劉俊相飾)。當每個“安妮”與當地人互動時，包括在安妮的住宿工作並幫助向她展示的元洙，某些面孔，情境和對話線重複出現，其影響會根據背景和交付而變化。

## 演員表
| 演員        | 角色   | 備註                               |
| ----------- | ------ | ---------------------------------- |
| 伊莎貝·雨蓓 | 安妮   | 分別為著名導演、有錢婦人及離婚婦人 |
| 劉俊相      | 救生員 |                                    |
| 鄭裕美      | 元洙   | 電影系學生                         |
| 權海驍      | 鍾秀   | 紀錄片導演                         |
| 文盛瑾      | 文洙   | 韓國製片人                         |
| 尹汝貞      | 朴淑   | 韓國教授                           |
| 文素利      | 錦姬   | 鍾秀太太                           |

### 客串角色
- 珍·柏金 飾 奥丁
- 金勇宇（朝鲜语：김용옥） 飾 大師
- 金容春 飾 奶奶
- 金順子 飾 和尚
- 李政洙 飾 釣魚的人

## 評論及迴響
該電影在匯總媒體網站爛番茄中獲得6.7/10分；在Metacritic中，根據13位評論家的評分，該電影加權平均得分為69分（滿分100分），表示“評價普遍良好”。

## 獎項及提名
| 年份 | 頒獎典禮               | 獎項         | 入圍作品/者 | 結果 | 來源                                      |
| ---- | ---------------------- | ------------ | ----------- | ---- | ----------------------------------------- |
| 2012 | 釜日電影獎             | 最佳電影     | 愛，在他鄉  | 提名 |                                           |
| 2012 | 釜日電影獎             | 最佳導演     | 洪常秀      | 提名 |                                           |
| 2012 | 釜日電影獎             | 最佳男主角   | 劉俊相      | 提名 |                                           |
| 2012 | 釜日電影獎             | 最佳女主角   | 伊莎貝·雨蓓 | 提名 |                                           |
| 2012 | 釜日電影獎             | 最佳女配角   | 文素利      | 提名 |                                           |
| 2012 | 大鐘獎                 | 最佳男配角獎 | 劉俊相      | 提名 | [ 13 ]                                    |
| 2012 | 第六十五屆法國坎城影展 | 金棕櫚獎     | 愛，在他鄉  | 提名 | [ 1 ] [ 2 ] [ 3 ] [ 4 ] [ 5 ] [ 6 ] [ 7 ] |

## 外部連結
- 豆瓣电影上《愛，在他鄉》的資料 （简体中文）